# Каабі Могамед
Каабі ель-Якруту Могамед (фр. Caabi El-Yachroutu Mohamed; нар. 1948) — коморський політик, виконував обов'язки президента Коморських Островів у 1995—1996 роках.

## Політична кар'єра
Від квітня 1995 до березня 1996 року обіймав посаду прем'єр-міністра країни. За відсутності президента Саїда Джохара тимчасово виконував обов'язки голови держави. Також очолював Комісію Індійського океану.
Пізніше підтримував Могамеда Бакара в його боротьби за незалежність Анжуану. Втім 2008 року в результаті військової операції Бакар був заарештований, а його загони склали зброю.